# Kolarstwo na Letnich Igrzyskach Olimpijskich 1996
Kolarstwo na Letnich Igrzyskach Olimpijskich 1996 w Atlancie rozgrywane było w dniach 21 - 28 lipca. W zawodach wzięło udział 477 kolarzy z 68 krajów. W programie nastąpiły duże zmiany, m.in. zrezygnowano z drużynowego wyścigu szosowego i po raz pierwszy rozegrano konkurencje kolarstwa górskiego. Reprezentacja Polski ponownie nie zdobyła żadnego medalu. Długość indywidualnego wyścigu szosowego wynosiła 104,40 km dla kobiet i 221,85 km dla mężczyzn.

## Medaliści
| Konkurencja                             | Złoto                                                                                  | Srebro                                                                      | Brąz                                                                |
| Klasyfikacja kobiet                     |                                                                                        |                                                                             |                                                                     |
| kolarstwo szosowe                       |                                                                                        |                                                                             |                                                                     |
| Wyścig indywidualny ze startu wspólnego | Jeannie Longo                                                                          | Imelda Chiappa                                                              | Clara Hughes                                                        |
| Indywidualna jazda na czas              | Zulfija Zabirowa                                                                       | Jeannie Longo                                                               | Clara Hughes                                                        |
| kolarstwo torowe                        |                                                                                        |                                                                             |                                                                     |
| Sprint                                  | Félicia Ballanger                                                                      | Michelle Ferris                                                             | Ingrid Haringa                                                      |
| Wyścig indywidualny na dochodzenie      | Antonella Bellutti                                                                     | Marion Clignet                                                              | Judith Arndt                                                        |
| Wyścig punktowy                         | Nathalie Even-Lancien                                                                  | Ingrid Haringa                                                              | Lucy Tyler-Sharman                                                  |
| kolarstwo górskie                       |                                                                                        |                                                                             |                                                                     |
| Cross-Country                           | Paola Pezzo                                                                            | Alison Sydor                                                                | Susan DeMattei                                                      |
| Klasyfikacja mężczyzn                   |                                                                                        |                                                                             |                                                                     |
| kolarstwo szosowe                       |                                                                                        |                                                                             |                                                                     |
| Wyścig indywidualny ze startu wspólnego | Pascal Richard                                                                         | Rolf Sørensen                                                               | Maximilian Sciandri                                                 |
| Indywidualna jazda na czas              | Miguel Indurain                                                                        | Abraham Olano                                                               | Chris Boardman                                                      |
| kolarstwo torowe                        |                                                                                        |                                                                             |                                                                     |
| Sprint                                  | Jens Fiedler                                                                           | Marty Nothstein                                                             | Curt Harnett                                                        |
| Wyścig drużynowy na dochodzenie         | Francja · Christophe Capelle · Philippe Ermenault · Jean-Michel Monin · Francis Moreau | Rosja · Eduard Gricun · Nikołaj Kuzniecow · Aleksiej Markow · Anton Szantyr | Australia · Brett Aitken · Brad McGee · Stuart O’Grady · Dean Woods |
| Wyścig indywidualny na dochodzenie      | Andrea Collinelli                                                                      | Philippe Ermenault                                                          | Bradley McGee                                                       |
| 1 km na czas                            | Florian Rousseau                                                                       | Erin Hartwell                                                               | Takanobu Jumonji                                                    |
| Wyścig punktowy                         | Silvio Martinello                                                                      | Brian Walton                                                                | Stuart O’Grady                                                      |
| kolarstwo górskie                       |                                                                                        |                                                                             |                                                                     |
| Cross-Country                           | Bart Brentjens                                                                         | Thomas Frischknecht                                                         | Miguel Martinez                                                     |

### Kolarstwo szosowe

#### Kobiety

##### Wyścig ze startu wspólnego
| Miejsce | Państwo    | Zawodniczka            | Czas      |
| ------- | ---------- | ---------------------- | --------- |
| 1.      | Francja    | Jeannie Longo          | 2:36:13 h |
| 2.      | Włochy     | Imelda Chiappa         | +0:25 min |
| 3.      | Kanada     | Clara Hughes           | +0:31 min |
| 4.      | Niemcy     | Vera Hohlfeld          | +0:21 min |
| 5.      | Litwa      | Jolanta Polikevičiūtė  | +0:53 min |
| 6.      | Rosja      | Zulfija Zabirowa       | +0:53 min |
| 7.      | Włochy     | Alessandra Cappellotto | +0:53 min |
| 8.      | Szwajcaria | Barbara Heeb           | +0:53 min |

##### Jazda na czas
| Miejsce | Państwo   | Zawodniczka           | Czas         |
| ------- | --------- | --------------------- | ------------ |
| 1.      | Rosja     | Zulfija Zabirowa      | 36:40.00 min |
| 2.      | Francja   | Jeannie Longo         | +0:20 min    |
| 3.      | Kanada    | Clara Hughes          | +0:33 min    |
| 4.      | Australia | Kathy Watt            | +1:13 min    |
| 5.      | Francja   | Marion Clignet        | +1:34 min    |
| 6.      | Finlandia | Tea Vikstedt-Nyman    | +1:44 min    |
| 7.      | Litwa     | Jolanta Polikevičiūtė | +1:47 min    |
| 8.      | Włochy    | Imelda Chiappa        | +2:07 min    |

#### Mężczyźni

##### Wyścig ze startu wspólnego
| Miejsce | Państwo           | Zawodnik            | Czas      |
| ------- | ----------------- | ------------------- | --------- |
| 1.      | Szwajcaria        | Pascal Richard      | 4:53:56 h |
| 2.      | Dania             | Rolf Sørensen       | +0:00 min |
| 3.      | Wielka Brytania   | Maximilian Sciandri | +0:02 min |
| 4.      | Stany Zjednoczone | Frankie Andreu      | +1:14 min |
| 5.      | Francja           | Richard Virenque    | +1:14 min |
| 6.      | Hiszpania         | Melchor Mauri       | +1:15 min |
| 7.      | Włochy            | Fabio Baldato       | +1:28 min |
| 8.      | Włochy            | Michele Bartoli     | +1:28 min |

##### Jazda na czas
| Miejsce | Państwo           | Zawodnik           | Czas      |
| ------- | ----------------- | ------------------ | --------- |
| 1.      | Hiszpania         | Miguel Indurain    | 1:04:05 h |
| 2.      | Hiszpania         | Abraham Olano      | +0:12 min |
| 3.      | Wielka Brytania   | Chris Boardman     | +0:31 min |
| 4.      | Włochy            | Maurizio Fondriest | +0:56 min |
| 5.      | Szwajcaria        | Tony Rominger      | +2:00 min |
| 6.      | Stany Zjednoczone | Lance Armstrong    | +2:23 min |
| 7.      | Szwajcaria        | Alex Zülle         | +2:28 min |
| 8.      | Australia         | Patrick Jonker     | +2:49 min |

### Kolarstwo torowe

#### Kobiety

##### Sprint
| Miejsce | Państwo   | Zawodniczka       |
| ------- | --------- | ----------------- |
| 1.      | Francja   | Félicia Ballanger |
| 2.      | Australia | Michelle Ferris   |
| 3.      | Holandia  | Ingrid Haringa    |
| 4.      | Niemcy    | Annett Neumann    |
| 5.      | Rosja     | Oksana Griszyna   |
| 6.      | Estonia   | Erika Salumäe     |
| 7.      | Chiny     | Wang Yan          |
| 8.      | Kanada    | Tanya Dubnicoff   |

##### Wyścig indywidualny na dochodzenie
| Miejsce | Państwo           | Zawodniczka        |
| ------- | ----------------- | ------------------ |
| 1.      | Włochy            | Antonella Bellutti |
| 2.      | Francja           | Marion Clignet     |
| 3.      | Niemcy            | Judith Arndt       |
| 4.      | Wielka Brytania   | Yvonne McGregor    |
| 5.      | Stany Zjednoczone | Rebecca Twigg      |
| 6.      | Litwa             | Rasa Mažeikytė     |
| 7.      | Nowa Zelandia     | Sarah Ulmer        |
| 8.      | Australia         | Kathy Watt         |

##### Wyścig punktowy
| Miejsce | Państwo       | Zawodniczka            | Wynik  |
| ------- | ------------- | ---------------------- | ------ |
| 1.      | Francja       | Nathalie Even-Lancien  | 24 pkt |
| 2.      | Holandia      | Ingrid Haringa         | 23 pkt |
| 3.      | Australia     | Lucy Tyler-Sharman     | 17 pkt |
| 4.      | Rosja         | Swietłana Samochwałowa | 14 pkt |
| 5.      | Salwador      | Maureen Kaila          | 11 pkt |
| 6.      | Białoruś      | Ludmiła Harażanska     | 11 pkt |
| 7.      | Finlandia     | Tea Vikstedt-Nyman     | 9 pkt  |
| 8.      | Nowa Zelandia | Jacqui Nelson          | 8 pkt  |

#### Mężczyźni

##### Sprint
| Miejsce | Państwo           | Zawodnik         |
| ------- | ----------------- | ---------------- |
| 1.      | Niemcy            | Jens Fiedler     |
| 2.      | Stany Zjednoczone | Marty Nothstein  |
| 3.      | Kanada            | Curt Harnett     |
| 4.      | Australia         | Gary Neiwand     |
| 5.      | Australia         | Darryn Hill      |
| 6.      | Francja           | Frédéric Magné   |
| 7.      | Niemcy            | Eyk Pokorny      |
| 8.      | Francja           | Florian Rousseau |

##### Wyścig drużynowy na dochodzenie
| Miejsce | Państwo           | Zawodnik                                                               |
| ------- | ----------------- | ---------------------------------------------------------------------- |
| 1.      | Francja           | Christophe Capelle Philippe Ermenault Jean-Michel Monin Francis Moreau |
| 2.      | Rosja             | Eduard Gricun Nikołaj Kuzniecow Aleksiej Markow Anton Szantyr          |
| 3.      | Australia         | Brett Aitken Brad McGee Stuart O’Grady Dean Woods                      |
| 4.      | Włochy            | Adler Capelli Mauro Trentini Andrea Collinelli Cristiano Citton        |
| 5.      | Hiszpania         | Juan Martínez Joan Llaneras Bernardo González Adolfo Alperi            |
| 6.      | Stany Zjednoczone | Dirk Copeland Mariano Friedick Adam Laurent Michael McCarthy           |
| 7.      | Ukraina           | Bohdan Bondarew Ołeksandr Fedenko Serhij Matwiejew Ołeksandr Symonenko |
| 8.      | Nowa Zelandia     | Greg Henderson Brendon Cameron Tim Carswell Julian Dean                |

##### Wyścig indywidualny na dochodzenie
| Miejsce | Państwo   | Zawodnik           |
| ------- | --------- | ------------------ |
| 1.      | Włochy    | Andrea Collinelli  |
| 2.      | Francja   | Philippe Ermenault |
| 3.      | Australia | Bradley McGee      |
| 4.      | Rosja     | Aleksiej Markow    |
| 5.      | Hiszpania | Juan Martínez      |
| 6.      | Niemcy    | Heiko Szonn        |
| 7.      | Ukraina   | Andrij Jacenko     |
| 8.      | Argentyna | Walter Pérez       |

##### 1 km na czas
| Miejsce | Państwo           | Zawodnik            | Czas       |
| ------- | ----------------- | ------------------- | ---------- |
| 1.      | Francja           | Florian Rousseau    | 1:02.712 h |
| 2.      | Stany Zjednoczone | Erin Hartwell       | 1:02.940 h |
| 3.      | Japonia           | Takanobu Jumonji    | 1:03.261 h |
| 4.      | Niemcy            | Sören Lausberg      | 1:03.514 h |
| 5.      | RPA               | Jean Pierre van Zyl | 1:04.214 h |
| 6.      | Polska            | Grzegorz Krejner    | 1:04.697 h |
| 7.      | Grecja            | Dimitrios Georgalis | 1:04.995 h |
| 8.      | Łotwa             | Ainārs Ķiksis       | 1:05.457 h |

##### Wyścig punktowy
| Miejsce | Państwo          | Zawodnik          | Wynik  |
| ------- | ---------------- | ----------------- | ------ |
| 1.      | Włochy           | Silvio Martinello | 37 pkt |
| 2.      | Kanada           | Brian Walton      | 29 pkt |
| 3.      | Australia        | Stuart O’Grady    | 25 pkt |
| 4.      | Ukraina          | Wasyl Jakowlew    | 24 pkt |
| 5.      | Francja          | Francis Moreau    | 21 pkt |
| 6.      | Hiszpania        | Joan Llaneras     | 17 pkt |
| 7.      | Urugwaj          | Milton Wynants    | 16 pkt |
| 8.      | Korea Południowa | Jo Ho-Seong       | 14 pkt |

### Kolarstwo górskie

#### Kobiety

##### Cross-country
| Miejsce | Państwo           | Zawodniczka            | Czas      |
| ------- | ----------------- | ---------------------- | --------- |
| 1.      | Włochy            | Paola Pezzo            | 1:50:51 h |
| 2.      | Kanada            | Alison Sydor           | +1:07     |
| 3.      | Stany Zjednoczone | Susan DeMattei         | +1:45     |
| 4.      | Norwegia          | Gunn-Rita Dahle        | +2:59     |
| 5.      | Holandia          | Elsbeth van Rooij-Vink | +3:47     |
| 6.      | Włochy            | Annabella Stropparo    | +5:05     |
| 7.      | Niemcy            | Regina Marunde         | +6:30     |
| 8.      | Nowa Zelandia     | Kathy Lynch            | +6:49     |

#### Mężczyźni

##### Cross-country
| Miejsce | Państwo    | Zawodnik            | Czas      |
| ------- | ---------- | ------------------- | --------- |
| 1.      | Holandia   | Bart Brentjens      | 2:17:38 h |
| 2.      | Szwajcaria | Thomas Frischknecht | +2:36     |
| 3.      | Francja    | Miguel Martinez     | +2:58     |
| 4.      | Francja    | Christophe Dupouey  | +7:25     |
| 5.      | Włochy     | Daniele Pontoni     | +7:30     |
| 6.      | Kostaryka  | José Andrés Brenes  | +8:13     |
| 7.      | Dania      | Lennie Kristensen   | +8:24     |
| 8.      | Włochy     | Luca Bramati        | +8:27     |

## Klasyfikacja medalowa
| #   | Reprezentacja     | Złoto | Srebro | Brąz | Razem |
| --- | ----------------- | ----- | ------ | ---- | ----- |
| 1.  | Francja           | 5     | 3      | 1    | 9     |
| 2.  | Włochy            | 4     | 1      | 0    | 5     |
| 3.  | Holandia          | 1     | 1      | 1    | 3     |
| 4.  | Hiszpania         | 1     | 1      | 0    | 2     |
|     | Rosja             | 1     | 1      | 0    | 2     |
|     | Szwajcaria        | 1     | 1      | 0    | 2     |
| 7.  | Niemcy            | 1     | 0      | 1    | 2     |
| 8.  | Kanada            | 0     | 2      | 3    | 5     |
| 9.  | Stany Zjednoczone | 0     | 2      | 1    | 3     |
| 10. | Australia         | 0     | 1      | 4    | 5     |
| 11. | Dania             | 0     | 1      | 0    | 1     |
| 12. | Wielka Brytania   | 0     | 0      | 2    | 2     |
| 13  | Japonia           | 0     | 0      | 1    | 1     |